# Бетендорф (Емс)
Бетендорф (њем. Bettendorf) општина је у њемачкој савезној држави Рајна-Палатинат. Једно је од 137 општинских средишта округа Рајн-Лан. Према процјени из 2010. у општини је живјело 344 становника. Посједује регионалну шифру (AGS) 7141012.

## Географски и демографски подаци
Бетендорф се налази у савезној држави Рајна-Палатинат у округу Рајн-Лан. Општина се налази на надморској висини од 310 метара. Површина општине износи 3,2 km².

## Становништво
У самом мјесту је, према процјени из 2010. године, живјело 344 становника. Просјечна густина становништва износи 106 становника/km².

## Међународна сарадња
| Мјесто  | Држава    | Врста сарадње | Од    |
| ------- | --------- | ------------- | ----- |
| Формери | Француска | партнерство   | 1986. |
| Извор   |           |               |       |